# Wolfgang Hanel

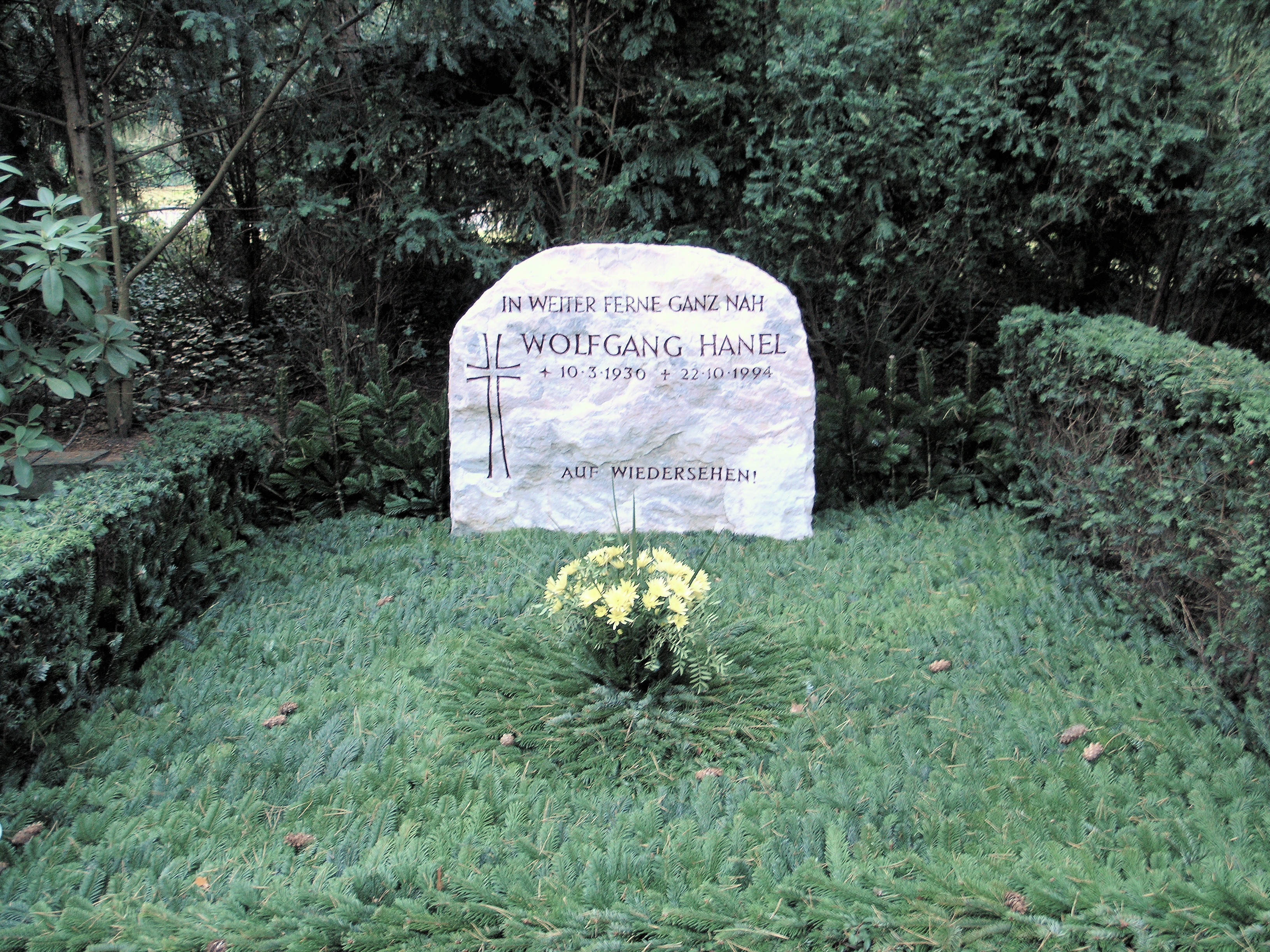
Grabstätte, Hüttenweg 47, in Berlin-Dahlem

Wolfgang Hanel (* 10. März 1930; † 22. Oktober 1994) war ein deutscher Journalist, Reporter, Redakteur und Fernsehmoderator.

## Leben
Wolfgang Hanel begann seine berufliche Laufbahn beim RIAS. Er war dort Mitglied des RIAS-Schulfunk-Parlaments und berichtete für den RIAS live vom Potsdamer Platz von den Ereignissen am 17. Juni 1953. Für den Sender Freies Berlin (SFB) war er über 25 Jahre lang Moderator der Berliner Abendschau, Parlamentsreporter und betreute später die Sendung Stadtgespräch. Neben der Moderation der Berliner Abendschau wurde Wolfgang Hanel auch durch sein mehrfach mit dem Christophorus-Preis prämiertes Verkehrslexikon bekannt.
Seine Tochter Marion Hanel arbeitet als Moderatorin beim Radio Berlin 88,8, dem ehemaligen Radiosender SFB 1. Deren Großmutter sowie Hanels Schwiegermutter Else Aßmann (18. Februar 1902 bis 15. Februar 2013) war die älteste Berlinerin aller Zeiten.
Hanel wurde auf dem Waldfriedhof Dahlem in Berlin-Dahlem beigesetzt.